# 그래픽 소프트웨어
그래픽 소프트웨어(graphics software)는 컴퓨터 그래픽에서 사람이 이미지나 모델을 시각적으로(visually) 조작할 수 있게 해주는 프로그램 또는 프로그램 모음을 의미한다. 화상 편집 소프트웨어라고도 한다. 크게 공간에 따라 3차원(입체)과 2차원(평면)으로 나뉘며, 좌표 설정 방식에 따라 벡터방식과 래스터(픽셀) 방식으로 나뉜다.

## 역사
슈퍼페인트(SuperPaint, 1973년 4월)가 최초의 그래픽 응용 소프트웨어 가운데 하나이다.
Fauve Matisse(이후 매크로미디어 xRes로 명칭 변경)는 1990년대 초에 선구적인 프로그램이었으며, 고객 소프트웨어 내에 레이어 개념을 도입하였다.
현재 미국에서는 어도비 포토샵이 가장 흔히 사용되고 가장 잘 알려진 그래픽 프로그램들 가운데 하나이다. 코렐드로는 유럽에서 어도비 보다 더 강력한 사용자 기반을 보유하고 있다. GIMP는 어도비 포토샵을 대체하는 대중적인 오픈 소스 소프트웨어이다.

## 그래픽 소프트웨어의 예

### 2차원

#### 래스터 방식의 이미지 편집 프로그램
- 어도비 포토샵
- 페인트샵 프로
- 코렐 페인터
- 김프
- ACDSee
- 어피니티 포토

#### 벡터 방식의 그래픽 제작 프로그램
- 어도비 일러스트레이터
- 어도비 플래시
- 코렐 드로우
- 잉크스케이프
- 어피니티 디자이너

### 3차원
- 오토캐드
- 3D 스튜디오 맥스
- 마야
- 라이트웨이브
- 소프트 이미지 XSI
- 스케치업
- ZBrush
- 블렌더

### 탁상출판
- 스크라이버스
- 페이지메이커

## 같이 보기
- 2차원 애니메이션 소프트웨어 목록
- 래스터 그래픽스 편집기
- 벡터 드로잉 프로그램